# John Marshall Hamilton
Không nên nhầm lẫn với John M. Hamilton (1855–1916)
John Marshall Hamilton (sinh ngày 28 tháng 5 năm 1847 – mất ngày 22 tháng 9 năm 1905) là Thống đốc thứ 18 của bang Illinois nhiệm kỳ từ năm 1883 đến 1885. Sinh ra ở Quận Union, Ohio, Hamilton đã quan tâm đến chính trị khi ông còn rất trẻ.
Sau khi tốt nghiệp Đại học Ohio Wesleyan, ông bắt đầu học luật và được nhận vào làm ở một quán bar. Là một luật sư khá nổi tiếng ở Bloomington, Illinois, Hamilton được bầu vào Thượng viện Illinois vào năm 1876 và làm việc tại đó cho đến năm 1881, khi ông được bầu làm Phó Thống đốc Illinois. Khi Shelby Moore Cullom từ chức sau cuộc bầu cử vào Thượng viện Hoa Kỳ, Hamilton đã trở thành Thống đốc Illinois. Ông đã dành phần đời còn lại của mình để làm luật sư ở Chicago. Mãi đến năm 1905 thì ông qua đời và được chôn cất tại nghĩa trang Oak Woods.